# Smržovka

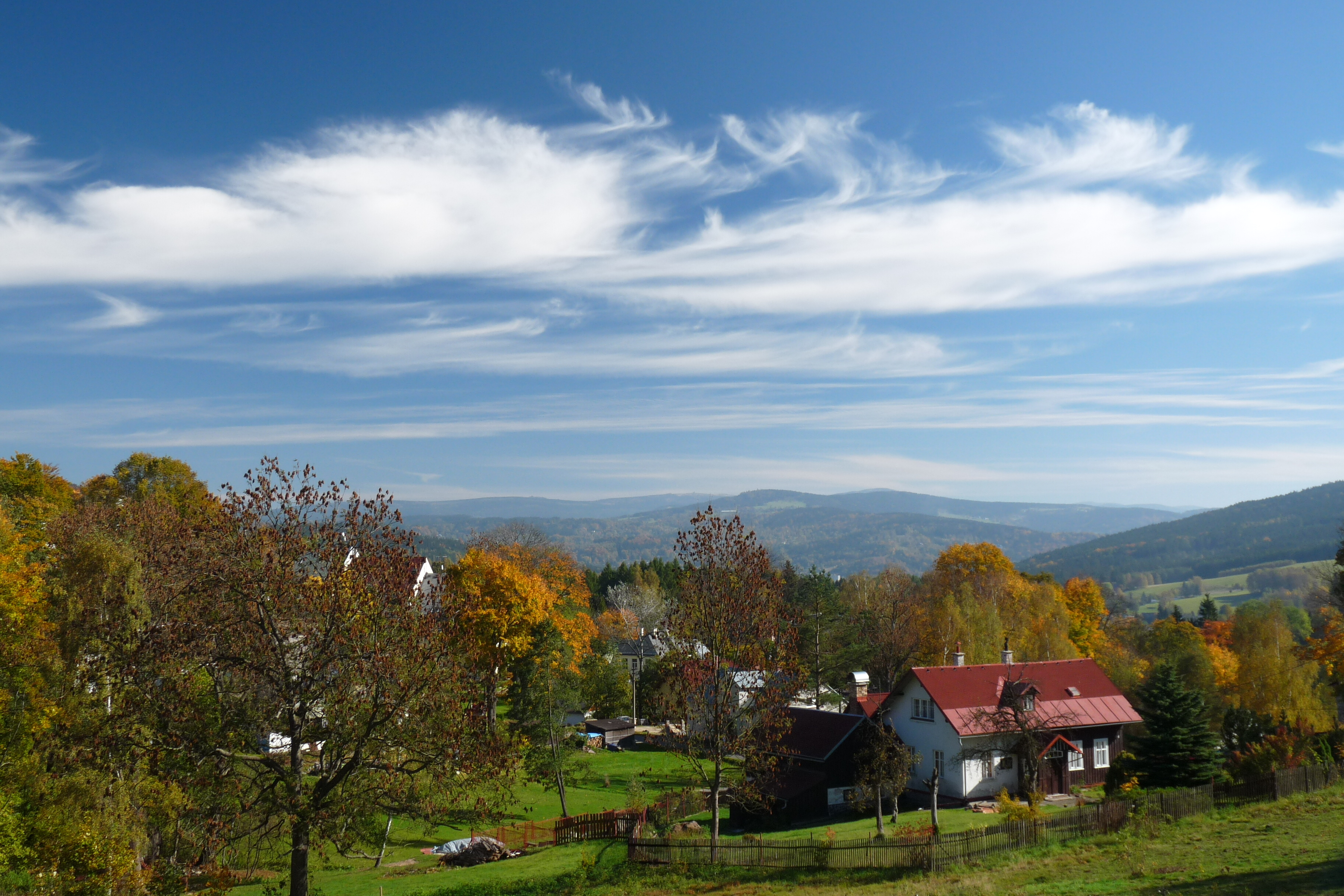
Smržovka

Smržovka (niem. Morchenstern lub Morchelstern) − miasto w Czechach, w kraju libereckim.
1 stycznia 2017 gminę zamieszkiwało 3693 osób, a ich średni wiek 40,5 roku.

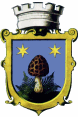
Herb miasta Pohled na Smržovku

## FiliaGroß-Rosen
W miejscowości znajdowała się filia obozu koncentracyjnego Groß-Rosen.

## Demografia
| Rok             | 1970  | 1980  | 1991  | 2001  | 2003  | 2006  |
| --------------- | ----- | ----- | ----- | ----- | ----- | ----- |
| Liczba ludności | 3 747 | 3 526 | 3 418 | 3 430 | 3 433 | 3 431 |

Źródło: Czeski Urząd Statystyczny